# Antodynerus effosus
Antodynerus effosus är en stekelart som beskrevs av Giordani Soika 1989. Antodynerus effosus ingår i släktet Antodynerus och familjen Eumenidae. Inga underarter finns listade i Catalogue of Life.